# 61
61 (LXI, na numeração romana) foi um ano comum do século I, do Calendário Juliano, da Era de Cristo, teve início a uma quinta-feira e terminou também a uma quinta-feira, e a sua letra dominical foi D.
| Ano completo                        |
| ----------------------------------- |
| Ano comum com início à quinta-feira |

## Eventos
- Lúcio Júnio Cesênio Peto e Públio Petrônio Turpiliano, cônsules romanos.[1]